# Station Veitshöchheim
Station Veitshöchheim is een spoorwegstation in de Duitse plaats Veitshöchheim. Het station werd in 1854 geopend.